# Station Grand-Moulin
Pour les articles homonymes, voir Moulin (homonymie).
La station Grand-Moulin est située dans la ville de Deux-Montagnes au Québec.

## Histoire
À partir de 1918, le Réseau de transport métropolitain y exploite la ligne de trains de banlieue Deux-Montagnes.
La gare est fermée en 2020 afin de permettre la réalisation du Réseau express métropolitain dont elle deviendra une station en 2025.

## Correspondances

### Autobus

#### Exo Laurentides[3]
| Circuit | Destinations                    | Tracé | Horaires |
| ------- | ------------------------------- | ----- | -------- |
| 92      | Saint-Eustache - Secteur Centre | Tracé | Horaires |